# 燃えよ剣
『燃えよ剣』（もえよけん）は、司馬遼太郎の歴史小説。『週刊文春』誌上で、1962年（昭和37年）11月から1964年（昭和39年）3月にかけて連載、文藝春秋新社から1964年（昭和39年）3月に刊行された。
幕末の武装集団、新選組副長・土方歳三の生涯を描く。司馬の代表作の一つとして広く知られ、テレビドラマ・劇場映画・舞台など様々なメディアに翻案されている。

## 概要
武蔵国多摩郡で「バラガキ」（乱暴者、不良少年）と呼ばれた少壮の時代から、京へ出ての新選組結成と維新志士達との戦い、そして江戸幕府瓦解後も官軍に降伏せず戊辰戦争を転戦し、ついに箱館戦争において戦死するまでを扱う。司馬は、新選組時代は京洛で過激志士達を追い回し、戊辰戦争では幕軍残党の将官として戦いに明け暮れる日々を送った土方を、「芸術家が芸術そのものが目標であるように、喧嘩そのものが目標で喧嘩をしている」と評し、これといった政治思想も持たずにさながら芸術的興奮を求めるように戦い続けたその生き様を「喧嘩師」と形容する。
新選組は多数の志士を殺害したことから、維新体制下では「逆賊」と見なされてまともに顧みられず、単なる人斬り集団として貶められることも多かった。しかし子母澤寛の『新選組始末記』（1928年）により再評価の機運が生まれ、『新撰組悲歌』（1934年）などの映画公開、そしてやや時を置いて発表された本作『燃えよ剣』と、同じく司馬の連作短編『新選組血風録』（後述）の登場によって、今日に至るまでの人気が決定づけられた。以降の新選組にまつわる創作作品の多くは、本作と『新選組血風録』で作られたイメージの影響を色濃く受けている。

## あらすじ
郷里ではその男を「バラガキのトシ」と呼んだ―――武州多摩郡石田村の豪農の子・歳三は、若年の頃より喧嘩と女遊びに明け暮れる日々を送った。剣術は近在の天然理心流の道場「試衛館」で目録を得る腕前で、風体も秀麗な面立ちに切れ長の眼を持つ優男ぶり。他流派とのいざこざが起これば狡猾なまでの作戦をひねり出して敵を木っ端みじんに叩きのめし、一方で良い女を見とめれば夜這いをかけて虜にさせる。喧嘩と女とはどちらも血の匂いがするという意味でこの男にとって同一のものであり、ふつふつと魂をたぎらせるそれらを求め、「鬼足」と言われた早足で里中を奔り回る。剽悍無類の坂東武者の末裔である「土方」の隠し姓は伊達ではなく、三百年来の泰平で惰弱になったそこらの武士など到底及ばぬ糞度胸を持つ若造は、茨のようにうかつに触れれば怪我をする「バラガキ」として、里で知らぬ者はなかった。
幕末の騒乱はいよいよ頂点に達した。京では刃傷沙汰が横行し、幕府は過激志士達の跳梁に頭を痛めていた。折しも将軍家茂の上洛が予定される時宜にあり、庄内藩郷士・清河八郎の献策を受け入れた幕府は、浪士達による護衛部隊「浪士組」を組織する。歳三も近藤勇ら試衛館の門人とともに徴募に応じて京へ上ることとなるものの、ところが京西郊の壬生郷に居を据えるや清河は浪士組を幕府の支配から脱することを宣言する。護衛兵の徴募は擬態に過ぎず、勤王活動家である清河の目的はもとより攘夷の尖兵を集めることにあった。公儀を欺く所業に反発した試衛館の面々は清河と袂を分かつが、さりとて京の郊外で逼塞しているわけにはいかない。知恵を絞った歳三は同じく浪士組を出た元水戸藩士・芹沢鴨と組むことを考え、芹沢の伝手を借りて京都守護職を拝命した会津松平家に運動し、会津候肝いりの治安組織を創設することを発案する。嘆願は受け入れられ、「会津中将様御預かり」の武装警察「新選組」が結成されることとなる。
京坂の剣術道場を触れ回って百人からの隊士を集めた新選組は早速活動を開始し、市中に潜伏する不逞浪士を次々と捕殺した。副長として部隊の構築を一任された歳三は、西洋軍隊を参考に上意下達を鉄則とする組織を作り上げ、その細緻な諜報能力と縦横無尽の機動力は京洛の志士達を震えあがらせた。さらに不行状を口実に芹沢派を粛清すると、歳三は近藤を首領に据えて新選組を鉄の如き集団へと育てていった。やがて京都政壇での地位を追われた長州藩の志士達が天子の略取を目論んでいるという驚天動地の諜報が入り、新選組の武勇を轟かせる絶好の機会と判断した歳三は志士達を襲撃し、これを一網打尽とすることに成功する（池田屋事件）。激昂した長州は軍を起こして京へ殺到するものの幕軍に返り討ちにされ、過激志士達の領袖として仰がれた長州藩は壊滅的な打撃を受けた（蛤御門の変）。一連の事件を経て新選組の名は不動のものとなり、その存在は幕府からも一目置かれることとなる。しかし歳三は変わることはない。富にも出世にも関心はなく、この男が望むのは新選組を最強の集団として育てることにあった。人を斬るためのみに作られた剣はその存在目的は単純だが、余計な目的を持たぬ美しさは男子の鉄腸を引き締める。剣を佩く武士の思想は剣の如く美しく簡潔であるべきであり、ただ粛然と武士としての節義のみ通せばよい。要は一介の「喧嘩師」として生きるということであり、郷里で「バラガキ」と呼ばれた頃と何も変わりはなかった。
が、天下の政情は思いもよらぬ流転を示した。立ち枯れするかと思われた長州は息を吹き返し、あろうことか佐幕派の雄と見られていた薩摩藩と薩長同盟を締結させ、公儀の大廈に亀裂が走った。幕府は急速に弱体化し、追い詰められた将軍慶喜は大政奉還を表明して政権を朝廷に返上した。幕府は事実上消滅し、新選組は時勢の孤児となった。幕臣待遇となっていた隊は動揺に包まれ、近藤も大いに当惑するが、しかし歳三は時勢がどう転ぼうとも幕府に殉ずる肚を決める。当初は幕府か天朝かなどという頭はなく、行きがかりで佐幕派に立ったまでであったが、今になってこれを捨てれば男がすたる。諸行無常の歴史の中で、万世に易らざるものはその時代時代に節義を守った男の名。たとえ親藩・譜代・旗本八万騎がみな徳川家に弓を引こうとも、新選組は最後の一人になっても裏切らぬ節義の集団となるべきであり、将軍が政権を返上しようとも関係はない。男の一生とはそうした美しさを通すためのものと頓悟した歳三は、男子たるものの本懐を遂げるべくその意思を固める。やがて薩長が京に兵を上陸させ、新選組も来るべき戦いで幕軍の一翼を担うこととなる。多摩川べりで喧嘩に明け暮れていた「バラガキ」の小僧が、いまや歴史的な大喧嘩に臨もうとしていた。
戊辰戦争の火蓋が切られた。緒戦は幕軍の優位のうちに運ぶものの、ところが宮廷工作により錦の御旗が上がり、薩長軍はにわかに官軍となる。日和見していた諸侯も錦旗を畏れて薩長に味方し、譜代の中にまで寝返る藩が現れ、幕軍は敗退した（鳥羽・伏見の戦い）。のみならず、朝敵の烙印を捺されるのを恐れた将軍慶喜が戦を放棄し、あろうことか本営の大坂城を抜け出して江戸へ逃げ帰った。やむなく江戸へ移った新選組は「甲陽鎮撫隊」として再編成され、甲州を窺う官軍を討ち払うべく出陣するも、油断から勝機を逃して無残な敗北を喫してしまう（甲州勝沼の戦い）。憔悴した近藤は謹慎恭順を示す将軍に倣って官軍に投降することを考え、歳三の静止も聞かずに出頭し、そのまま不帰の客となる。やがて交渉によって江戸城は無血で開け渡されることとなるが（江戸開城）、歳三はあくまで抗戦を続けることを譲らなかった。その後大鳥圭介ら幕府陸軍残党と共に各地を転戦した歳三は会津に入り、奥州諸国を奔走して諸侯を説得し、奥州同盟を固めさせる。そして江戸を脱走した幕府海軍副総裁・榎本武揚率いる艦隊と合流するものの、諸藩の藩論が次々と軟化して同盟は崩壊。歳三は艦隊とともに風浪を切り開いて北上し、一躍北海道を目指すこととする。
北海道へ上陸した一行はまず函館を占領し、函館郊外にある西洋式要塞・五稜郭に本営を築いた。さらには松前城を奪取すると北海道全域を支配下に置き、榎本を総裁とする蝦夷共和国を樹立させた。新政府は速やかな攻伐を決定し（箱館戦争）、函館政府もこれを迎え撃つべく戦闘準備にかかるものの、既に旧幕艦隊の主力艦を失っており、往時は官軍を圧倒した海軍力は大幅に減退していた。一方官軍は最新鋭の装甲艦を購入してその力を飛躍的に増大させており、函館政府軍は艦を乗っ取るべく大胆な接舷攻撃を試みるが失敗に終わる（宮古湾海戦）。しかし酸鼻を極める数多の戦闘で、歳三は天賦の才といえる采配で鮮やかに部隊を指揮し、寡兵をもって官軍の進撃を押し留め続け（二股口の戦い）、函館政府軍唯一の常勝将軍として名を馳せた。しかし官軍の増援部隊は次第に増え、函館政府は戦線を縮小せざるをえなくなり、函館と五稜郭周辺の防衛に徹することとなる。歳三も五稜郭まで退くものの、もはや敗戦は避けられぬことを痛感し、己の最期を考え始める。
ついに官軍は函館になだれ込み、市街は占拠された。軍議では五稜郭に籠もっての籠城戦が説かれたが、歳三はあくまで攻勢を続けることを主張する。無謀と諫める声も無視して小部隊を率いて出撃した歳三は、もはやこの戦闘を最後に死んだ仲間達のもとにゆくことを決意していた。籠城案はその後の降伏を企図したものであり、もう数日迂闊に生きてしまえば自身も降伏者になりかねず、そうなれば地下の仲間に合わせる顔がない。敵砲が豪然と火を噴く中、歳三は新選組の残党とともに吶喊攻撃を敢行するものの、しかし寡勢の不利を覆すことは叶わなかった。覚悟を決めた歳三は、参謀府に斬り込みをかけんと単身敵陣に突撃し、官軍の一斉射撃を浴びて絶命する。
ひたむきなまでに剣の美しさを求めて生きた男は、屍を敵に向けることによってその最期を飾り、喧嘩師としての生涯に終止符を打った。

## 主な登場人物
土方歳三
本作の主人公。新選組副長。武州多摩郡石田村の豪農の子だが、「土方」という先祖伝来の隠し姓を持ち、諱は「義豊」（よしとよ）。見た目は役者のような優男だが、剣術の腕前は義兄の佐藤彦五郎が世話役を勤める天然理心流の道場・試衛館で目録を得、さらに家伝の「石田散薬」を売り歩く行商の傍ら近在の道場を回って他流派の技をも身につけた技量を持ち、少年時代は茨のように棘だらけでうかつに触ると怪我をする「バラガキ」と仇名された。幕府の浪士募集に応じて試衛館の面々とともに京に上るも、数奇な成り行きから京都守護職である会津藩麾下の武装警察・新選組を結成することとなる。組織づくりに異才を発揮し、新選組を幕末最強の武装集団に育てあげ、「鬼の副長」として攘夷の激徒らを震え上がらせた。
正規の武士の出でないだけに武士というものに鮮烈な理想像を持ち、加えて故郷の多摩が天領で源平時代に剽悍をもって鳴った坂東武者の発祥の地でもあることから、その理想を前にして容易に命を投げ出すことを己の信条とする。自らを思想もなければ天下国家のことも頭に無く新選組を天下第一の喧嘩屋に育て上げる職人であるとし、鉄のようなその信条を愛刀の和泉守兼定に込め、人を斬るためのみに作られ余計な存在目的を持たない剣のように、武士は小理屈を持たず粛然と節義のみに生きるべきと考えている。 そのため隊規の紊乱を寸毫も許さず、隊律を乱せば即死罪という苛烈なまでの掟で隊士を縛り上げ、戦慄恐懼をもって統率した。
軍略にも天性の才を持ち、兵は鬼道として常に相手の先手を打つという哲学で巧緻な指揮を振るい、戊辰戦争を通して官軍を散々に悩ませた。また、鳥羽・伏見の戦いの頃より西洋軍学を学び、その飲み込みの速さは幕軍を後援するフランスの軍事顧問団も舌を巻き、砲兵教官のジュール・ブリュネをして「フランス皇帝（ナポレオン3世）が欲しがるでしょう」と言わしめた。一方で、「豊玉」という俳号を名乗って俳句を作ることを密かな趣味とするが、月並みな言葉がたどたどしく繋がりお世辞にも上手いとはいいがたく、なおかつこの男の気質に似合わぬ女性的なものが多く、弟分の沖田総司は「鬼の副長」の唯一の愛嬌と評した。
幕府瓦解後は降伏を潔しとせず、戊辰戦争において北方諸国を将官として転戦し、巧みな部隊指揮で官軍を翻弄した。蝦夷共和国樹立後は陸軍奉行並に就任し、函館政府唯一の常勝将軍として雷名を轟かせるも、五稜郭の戦いで戦死する。
近藤勇
新選組局長。多摩郡上石原村の富農の家に生まれ、少年の頃から天然理心流の宗家・近藤家の道場で剣を学び、長じて後にその腕を見込まれて道場主の近藤周斎の養子となった。義兄の縁で道場に出入りするようになった歳三と出合い、性格はまるで違うものの不思議と馬が合ったために無二の親友となり、義兄弟の盃まで交わした。
政略・軍略ともに取り立てて眼力を持つわけではなく、さほどの教養があるわけでもないが、その朴訥な性格が不思議な人徳を帯びて人を惹きつける魅力となっている。歳三は近藤のこうした人柄を総領向きと判断し、諸事楽天的で容易に物事に動じない「戦国の豪傑」のようなその人物を買い、新選組の組織の根幹を作り上げながらも常に近藤を立て、自身は副長に留まって憎まれ役を引き受けた。
一方で、元百姓の田舎剣客あがりであることから、教養人を不必要なまでにありがたがり、いっぱしの政客をきどってさかんに空論をぶつなど、権威に惑わされる悪癖がある。第二次長州征伐後に大身旗本に取り立てられてからは自らの立身出世に有頂天となり、甲州の戦いでは行軍する道中を遊び歩いて戦機を逃し、官軍にむざむざ城を取らせるという愚にもつかない失態を犯した。甲州の惨敗後は悄然と気落ちし、京へ出てから身に着けた学識が仇となって朝敵の烙印を押されるのを恐れるようになり、歳三が止めるのも聞かずに官軍に投降して、そのまま斬首された。
沖田総司
新選組一番隊組長。陸奥国白河藩の江戸詰め藩士の息子。天真爛漫とした性格で常に莞爾とした笑みを絶やさず、隊内で弟のように愛されている。諸事口の重い歳三もその底抜けの明るさにつられて多弁となり、近藤にすら言わない秘事を打ち明けることもある。誰にでも朗々と振る舞う好青年だが、しかし剣術の腕は天才的であり、歳三も近藤もはるかに凌駕する技量を持つ。
池田屋事件の頃から肺結核を病み、たびたび吐血を繰り返するようになる。戊辰戦争開幕の頃には病床に臥すようになり、新選組が江戸に移る際にともに江戸に戻って姉のお光の看護を受けた。幕府の好意で典医頭・松本良順の治療を受けるものの持ち直すことはなく、お光が庄内藩士である夫の都合で庄内藩に向かった後、誰に看取られることもなく病没する。その前月には近藤が斬首されていたがその死を知ることはなく、息を引き取るまで近藤は健在だと信じていた。
清河八郎
出羽国庄内藩出身の郷士。北辰一刀流の千葉道場で免許皆伝を得、昌平黌で学問を修めた後に神田於玉ヶ池で塾を開き、文武・弁才・方略すべてに優れる稀代の才人として広く知られた。将軍家茂の上洛に際して過激志士の横行を危惧していていた幕府に浪士による将軍護衛部隊の創設を上申し、自らが首班となる浪士組を結成する。
しかし本心では倒幕を目論む勤王活動家であり、京に入るや将軍護衛の兵を攘夷の尖兵に変えると宣言した。試衛館の面々は公儀を欺く所業に反発して脱退するも、このことが後に新選組誕生のきっかけとなった。幕府も清河の変節に激怒し、召還命令を下して江戸へ戻ったところを刺客に暗殺させた。
芹沢鴨
新選組初代筆頭局長。常陸国水戸藩脱藩の浪士。清河八郎と袂を分かった後、歳三は実兄が水戸徳川家の京都詰めであるこの男に目をつけ、その伝を頼って京都守護職の会津松平家に働きかけ、新選組の創設を成功させた。かつては天狗党に在籍していたという前歴で名が売れていたこともあり、筆頭局長の座に就任することとなる。
力士のようにまるまる太った巨漢で五人力の力を持ち、剣術の腕も確かで神道無念流の免許皆伝を得ている。しかし性格が甚だ狂騒であり、さかんに無礼討ちを繰り返し、婦女子を手籠めにし、果ては市中で大砲を撃つなど、常軌を逸した振る舞いを繰り返した。歳三と近藤は乱暴狼藉を苦々しく思いながらも新選組創設に貢献したために顔を立てていたが、やがて不行状の数々を耳にした会津藩より殺害命令が下ったことにより、新見錦ら子分の隊士と共に粛清した。芹沢派の消滅により、新選組は歳三と近藤が完全に掌握することとなる。
山南敬助
新選組副長。のち、総長。陸奥国仙台藩の脱藩浪士で文武ともに秀でた秀才であり、特に剣術は千葉道場で免許皆伝を受けたほどの腕前を持つ。また、無学な者が多い隊士の中では珍しく一級の教養を身に着けている。歳三は教養を鼻にかけて如才なく振る舞う賢らしさに虫が好かず、芹沢派の粛清の後に局長に次ぐ総長の職を新設して近藤に次ぐ地位につけたものの、隊士達の指揮権は副長の自身が掌握して体よく蚊帳の外に置いた。山南の方も歳三を「喧嘩があって国事がない」と評して好まず、両者は常に微妙な距離を置いた。
慷慨悲歌の士が多く集う千葉道場に身をおいていたことから時勢に詳しく、清河八郎による浪士組結成の噂を聞きつけて近藤に参加を奨めた男。元来が熱心な尊攘論者で、攘夷の魁たることを望んでのことあったが、しかし結成された新選組が攘夷志士達を斬って回ることに不満を持ち、池田屋事件・蛤御門の変を経て懊悩の末に隊を脱走する。しかしすでに世に絶望しきっており、何ら抵抗することもなく捕らえられ、隊規違反の切腹を従容として受け入れた。
伊東甲子太郎
新選組参謀。常州志筑藩の浪人の子で、年少の頃に水戸で武芸・学問を学び、その後は江戸に出て北辰一刀流を修めて深川で道場を開き、「文武教授」の看板を掲げて名声を博した。蛤御門の変の後、隊士不足に悩んでいた新選組に多数の門人を引き連れて参加を申し出る。近藤は江戸でも屈指の学識に惚れこみ局長に次ぐ参謀の職を新設して迎えるものの、歳三は勤王家の多い北辰一刀流の使い手であることから猜疑の目を注ぎ続けた。
果たして水戸学の尊王思想の洗礼を受けた倒幕論者であり、ひそかに新選組の乗っ取りを企んでいた。歳三を邪魔者と見、刺客を差し向けて暗殺を試みるも失敗。ほどなく新選組からの離脱を表明し、もとの門人や新しくできた讃仰者を引き連れて隊を割り、崩御したばかりの孝明天皇の陵を警護するという名目で「御陵衛士」を結成する。隊を割る行動に好意的だった近藤も激怒し、酒宴に誘い出して泥酔させた帰路、夜陰に紛れて暗殺させた。遺骸は路上に置き去りにされ、憤激して駆けつけた同志達も待ち伏せしていた新選組に襲われ、御陵衛士は壊滅した（油小路事件）。
大鳥圭介
幕臣。元来は播磨国赤穂郡の村医の子だったが、天下一の蘭学塾として名高い大坂の適塾で蘭学を修めた。やがて兵学書の翻訳を多く手掛けて著名になり、その能力を買われて幕府に召しかかえられ、幕府陸軍の西洋式部隊「伝習隊」の発足とともに隊長に任ぜられる。しかし鳥羽・伏見以後の幕府の恭順姿勢を是とせず、江戸開城直前に部隊を引き連れて脱走し、歳三を含む旧幕軍残党と合流して、洋式兵学の知識を見込まれて指導者に推戴される。東北各地を転戦したのちに榎本武揚の旧幕艦隊と合流し、北海道制圧後は榎本を首魁とする蝦夷共和国の陸軍奉行となる。
非常な秀才ではあるものの、その学識を将として実戦で活かせる才覚は乏しい。軍略の才を天賦のものと考える歳三は大鳥を軽蔑し、密かに「臆病者」と陰口を叩いた。大鳥も歳三の愛想の悪さを好まず、両者は何かとそりが合わなかった。
榎本武揚
幕臣。昌平黌・長崎海軍伝習所で学んだ後、幕命によりオランダへ留学した。西洋を実地で見た経験を持つことから帰国後重用され、幕軍の江戸引き上げ後には海軍副総裁に任ぜられる。大鳥と同様に幕府の恭順姿勢に反発して徹底抗戦を主張し、江戸開城後に官軍を遥かに凌駕する艦隊を引き連れて脱走し、仙台にいた歳三らと合流した。奥州同盟崩壊後は北海道へ入り、国際法に通暁することから徳川家の連枝を元首に据えた第二徳川王朝を構想し、蝦夷共和国を樹立してその総裁となる。
正規の幕臣達の軟弱さに失望していたことから、かねてより新選組隊士の勇猛さを高く評価し、また自身も父の代で幕臣となった成りあがり者であることもあって、歳三には好意的に接した。歳三の方も、政軍問わず周到な配慮を見せる榎本の西洋仕込みの才腕に感心し、亡き近藤を偲ばせる豪気な人柄にも好感を持った。
七里研之助
本作の創作人物。上野国で馬庭念流を修めた後に武州に流れ、八王子の甲源一刀流比留間道場で食客となる。歳三が道場の師範代を殺めたことをきっかけとして、以後歳三を執拗に追い回し、宿敵として幾度となく相まみえることになる。
歳三とのいざこざが原因で道場を追われ、親類が長州の徒士であることから京に流れ着くが、図らずも新選組を結成した歳三と再会する。江戸でもざらにはいないと言われるほどの居合の達人で、新選組や見廻組の隊士を数多く殺害し、「人斬り研之助」と恐れられた。
長州の没落後も攘夷志士に匿われて京に残り、執念深く歳三をつけ狙った。伊東甲子太郎とも親交があり、新選組を乗っ取るべく邪魔者の歳三を排除しようとした伊東の依頼を受け、計略によって浪士数人と共に歳三を討とうとするものの、返り討ちにあってついに死亡した。
猿渡佐絵
本作の創作人物。府中の六社明神の宮司の娘で、猿渡佐渡守の妹。多摩時代の歳三とくらやみ祭で情を通じ、以後度々逢引きを重ねた。数多の女と浮き名を流しながらも、恋を実感したことのなかった歳三に初めて恋慕を抱かせた女性。
しかし、その後自家と懇意の前関白・九条尚忠に勤仕するために京へ出たことにより勤王思想に目覚め、志士達と親交を持って宮廷工作に力を貸し、女傑として名の通った存在となる。歳三は京へ出て新選組を発足した後に再会するもその変わりように驚き、尊王志士を取り締まる立場となった自身の変化と合わせて、失恋に似た感情を味わわされることとなる。
お雪
本作の創作人物。美濃国大垣藩の徒士をしていた男の妻で、藩兵として京に出た夫の後を追って自身も京に上った。その後夫が病死して町屋で一人住まいをしていたが、七里研之助に襲われた歳三を匿い介抱したことから知己を得る。歳三はまだ物心つかぬ頃に喪った母の面影を見とめたことからお雪に好意を持ち、たびたびその住まいを訪れるうちに恋仲ととなる。
鳥羽・伏見の戦いの直前、別れを告げに行けば決心が鈍るかも知れぬと危惧した歳三は、「武士らしく会わずに戦場へゆきたい」と書いた手紙を送って別離の挨拶に代えた。しかし歳三を追いかけて幕軍本営の大坂を訪い、歳三は江戸への出発までの二日の間、かりそめの夫婦として過ごした。蝦夷共和国樹立後には、新選組と懇意だった大坂の豪商・鴻池善右衛門の好意で北海道へ送ってもらい、すでに死を決していた歳三と最後の時を共に過ごした。官軍の上陸直後に、歳三は従者である市村鉄之助にその身を託し、戦地から落ち延びさせた。

## 書誌情報
- 燃えよ剣（1964年3月、文藝春秋新社〈ポケット文春〉）
- 燃えよ剣 完結篇（1964年5月、文藝春秋新社〈ポケット文春〉）
- 新潮社単行本上下巻　1966年
- 国民の文学 26 燃えよ剣 新撰組血風録抄（1967年9月25日、河出書房）
- 司馬遼太郎全集 第6巻 燃えよ剣（1971年9月22日、文藝春秋、ISBN 978-4-16-510060-7）
- 燃えよ剣〔上〕（1972年5月30日、新潮文庫、ISBN 978-4-10-115208-0）
- 燃えよ剣〔下〕（1972年6月15日、新潮文庫、ISBN 978-4-10-115209-7）
- 新潮文庫上下巻　1972年10月
  - 新装版上下巻　2007年1月（上 ISBN 9784101152080、下 ISBN 9784101152097）
- 燃えよ剣（上）（1973年1月26日、文藝春秋、ISBN 978-4-16-360570-8）
- 燃えよ剣（下）（1973年2月23日、文藝春秋、ISBN 978-4-16-360580-7）
- 文藝春秋司馬遼太郎全集6『燃えよ剣』　1973年11月（ISBN 4165101206）
- 新潮現代文学 46 司馬遼太郎（1979年5月、新潮社、ISBN 978-4-10-620546-0）
- 燃えよ剣（1998年9月16日、文藝春秋、ISBN 978-4-16-317950-6） - 新書版一巻本
- 燃えよ剣（2020年4月6日、文藝春秋、ISBN 978-4-16-391194-6） - 新書判

## 映画

### 1966年版
『土方歳三 燃えよ剣』のタイトルで、1966年11月12日、松竹系にて公開された。物語は土方と七里研之助、そして佐絵を巡る内容に再構成されている。ソフト化タイトルは『燃えよ剣』。
江戸で天然理心流を田舎剣法と馬鹿にされた土方は、佐絵との逢瀬の折、彼女を警護していた北辰一刀流の師範代を切り伏せた事をきっかけに、七里に宿敵として付け狙われるようになる。北辰一刀流一派との果し合いをくぐり抜け、やがて土方たち天然理心流道場は京都へ上り、新選組として名を馳せていく。そんな中、土方は勤皇浪士側に与する佐絵、七里と再会。京都大火を目論む浪士たちの拠点を佐絵から聞き出した土方は、池田屋にてついに七里と決着をつけるべく切り結ぶ。だが七里を討ち果たした土方は、屯所にて自裁した佐絵と対面する。彼女の命と引換えに新選組として、天然理心流としての勝利を得た土方は、その道を突き進む事を決意する。だが時代の流れは激しく、明治維新は間近に迫っているのだった。

#### キャスト（1966年版）
- 土方歳三：栗塚旭
- 近藤勇：和崎俊哉
- 沖田総司：石倉英彦
- 佐絵：小林哲子
- 新見錦：高宮敬二
- 六車宗伯：上杉高也
- 外島機兵衛：高野真二
- 芹沢鴨：戸上城太郎
- 清河八郎：天津敏
- ナレーター：芥川隆行
- 比留間半造：新宮寺寛
- ：小野美欣二
- ：西田智
- ：小田草之助
- ：加島潤
- 佐藤のぶ：国友和歌子
- ：花井縁太郎
- ：岡本忠行
- ：須藤照夫
- ：倉新八
- ：示光男
- ：千利介
- ：鹿島誠一
- ：出水憲司
- 藤堂平助：水上保広
- ：宮城稔
- ：宮城要
- ：宮島安芸男
- ：劇団くるみ座
- 佐藤彦五郎：北村英三
- ：入江慎也
- 井上源三郎：玉生司朗
- ：宮腰勉
- ：村松安子
- ：中畑道子
- ：塩崎純男
- ：村浦武男
- ：佐藤祐爾
- ：宮村時秀
- ：中村恒光
- ：大浜豊
- ：重久剛
- ：川崎裕三
- ：井関悦栄
- ：小早川敦子
- ：西村佳子
- ：森生菊子
- 七里研之助：内田良平

#### スタッフ（1966年版）
- 監督：市村泰一
- 脚本：加藤泰、森﨑東、長谷部利朗
- 音楽：渡辺岳夫
- 殺陣：二階堂武
- 製作：小角恒雄

### 2021年版
1966年版以来54年ぶりに映画化され、2020年5月22日に公開予定であったが、新型コロナウイルスの感染拡大を受けて延期され、2021年10月15日の公開となった。
脚本・監督は原田眞人、主演は岡田准一。
日刊スポーツ映画大賞石原裕次郎賞・第45回日本アカデミー賞最優秀美術賞受賞。

#### キャスト（2021年版）
- 土方歳三：岡田准一[4][8]
- お雪：柴咲コウ[8]
- 近藤勇：鈴木亮平[8]
- 沖田総司：山田涼介[8]
- 芹沢鴨：伊藤英明[8]
- お梅： 月船さらら
- 松平容保：尾上右近[9]
- 徳川慶喜：山田裕貴[9]
- 井上源三郎：たかお鷹[9]
- 孝明帝：坂東巳之助[9]
- 山南敬助：安井順平[9]
- 永倉新八：谷田歩[9]
- 藤堂平助：金田哲[9]
- 斎藤一：松下洸平[9]
- 山崎烝：村本大輔[9]
- 原田左之助：吉田健悟
- 岡田以蔵：村上虹郎[10]
- おとら：飯島順子
- 糸里：阿部純子[10]
- ジュール・ブリュネ：ジョナ・ブロケ[10]
- 七里研之助：大場泰正[10]
- 佐藤のぶ：坂井真紀[10]
- 佐藤彦五郎：山路和弘[10]
- 外島機兵衛：酒向芳[10]
- 新見錦：松角洋平
- 久坂玄瑞：石田佳央
- 桂小五郎：淵上泰史[10]
- 中島登：渋川清彦[10]
- 大沢逸平：マギー[10]
- 宮部鼎蔵：三浦誠己[10]
- 伊東甲子太郎：吉原光夫[10]
- 市村鉄之助：森本慎太郎[10]
- 清河八郎：髙嶋政宏[9]
- 丸十店主：柄本明[9]
- 本田覚庵：市村正親[9]
- 田島金太郎:

#### スタッフ（2021年版）
- 原作：司馬遼太郎『燃えよ剣』（新潮文庫刊 / 文藝春秋刊）
- 監督・脚本：原田眞人[8]
- 音楽：土屋玲子
- 製作：市川南、佐野真之
- 共同製作：兵頭誠之、藤田浩幸、藤島ジュリーK.、杉田成道、弓矢政法、飯塚浩彦、宮崎伸夫、広田勝己、林誠、鯉沼久史、吉川英作、東実森夫、田中祐介、井戸義郎
- 企画：鍋島壽夫
- エグゼクティブプロデューサー：山内章弘、豊島雅郎
- プロデューサー：佐藤善宏、臼井真之介
- 撮影：柴主高秀
- 照明：宮西孝明
- 美術：原田哲男
- 録音：矢野正人
- 編集：原田遊人
- VFXスーパーバイザー：オダイッセイ
- 装飾：籠尾和人
- 衣装デザイン：宮本まさ江
- ヘアー&メイクアップ / SFXデザイナー：渡辺典子
- 床山・美粧HOD：高嵜光代
- Bカメラ撮影 / ステディカム：堂前徹之（SOG / SOC）
- 音響効果：柴崎憲治
- スクリプター：川野恵美
- 殺陣：森聖二
- スタントコーディネーター：中村健人
- キャスティング：田端利江
- 助監督：谷口正行、増田伸弥
- ラインプロデューサー：和田大輔、渡辺修
- 宣伝プロデューサー：笹部優子
- プロダクション統括：佐藤毅
- 配給：東宝、アスミック・エース[8]
- 製作プロダクション：東宝映画
- 製作：「燃えよ剣」製作委員会（東宝、アスミック・エース、住友商事、電通、ジェイ・ストーム、時代劇専門チャンネル、ジェイアール東日本企画、産経新聞社、朝日新聞社、毎日新聞社、東急エージェンシー、コーエーテクモゲームス、日本出版販売、時事通信社、GYAO、中日新聞社）[8]

## テレビドラマ

### 1966年版

#### 放送データ（1966年版）
- 放送系列: 東京12チャンネル（現テレビ東京）
- 放送年月日: 1966年1月14日 - 4月2日（全13回）
- 放送日時: 毎週金曜日 21時30分 - 22時00分（最終回のみ土曜日21時00分 - 21時30分）

#### キャスト（1966年版）
- 土方歳三: 内田良平
- 近藤勇: 小池朝雄
- 沖田総司: 杉良太郎
- お佐絵: 瞳麗子
- 七里研之助: 睦五郎
- 土方為次郎: 佐藤慶
- 原田左之助: 小松方正
- 山岡鉄太郎: 高木二朗
- 清河八郎: 城所英夫

#### 主題歌（1966年版）
- 「燃えよ剣」（杉良太郎）
  - 作詞：関沢新一／作曲・編曲：市川昭介（日本コロムビア）

| 東京12チャンネル 金曜21時台後半枠 | 東京12チャンネル 金曜21時台後半枠         | 東京12チャンネル 金曜21時台後半枠 |
| 前番組                            | 番組名                                    | 次番組                            |
| --------------------------------- | ----------------------------------------- | --------------------------------- |
| -----                             | 燃えよ剣 （1966年版） （1966年1月 - 3月） | （放送休止）                      |
| 東京12チャンネル 土曜21時台前半枠 |                                           |                                   |
| 題名のない音楽会 ※NET日曜朝に移動 | 燃えよ剣 （1966年版） （1966年4月2日）    | （放送休止）                      |

### 1970年版

#### 放送データ（1970年版）
- 放送系列: NET（現テレビ朝日）
- 放送年月日: 1970年4月1日 - 9月23日（全26回）
- 放送日時: 毎週水曜日 21時00分 - 21時56分

#### キャスト（1970年版）

##### メインキャスト
太字は『新選組血風録』（1965年版）と同じキャスティング。
- 土方歳三：栗塚旭（全話）
- 沖田総司：島田順司（第1話 - 第23話、第26話[注釈 1]）
- 裏通り先生（町医者）：左右田一平[注釈 2]（全話） ※ナレーターを兼任
- 近藤勇：舟橋元（第1話 - 第22話、第24話、第26話[注釈 3]）
- 永倉新八：黒部進（第1話 - 第22話、第24話）
- 原田左之助：西田良（第1話 - 第24話、第26話[注釈 4]）
- 斉藤一：玉生司郎[注釈 5]（第1話 - 第2話、第5話、第9話、第11話、第13話、第15話、第16話、第18話 - 第26話[注釈 6]）
- 山崎烝：中野誠也（第2話 - 第10話、第12話 - 第21話[注釈 7]）
- 藤堂平助：平沢彰（第1話 - 第16話、第24話、第26話[注釈 8]）
- 井上源三郎：北村英三（第1話 - 第2話、第5話 - 第7話 - 第9話、第13話、第15話、第16話、第19話 - 第20話、第26話[注釈 9]）
- 河合耆三郎：香月凉二（第2話 - 第14話、第16話 - 第21話、第26話[注釈 10]）
- 島田魁：波多野博[注釈 11]（第3話 - 第19話）
- 山南敬助：河上一夫（第1話 - 第2話、第5話、第9話、第11話 - 第13話）
- 清河八郎：御木本伸介（第1話 - 第2話）
- 松原忠司：小山田良樹（第3話 - 第17話、第26話[注釈 12]）
- 芹沢鴨：名和宏（第1話 - 第3話、第5話）
- 新見錦：飯沼慧（第1話 - 第3話、第5話）
- 野口健司：松田明（第1話 - 第3話、第5話）
- 平山五郎：出水憲司（第1話 - 第3話、第5話）
- 平間重助：森章二（第1話 - 第3話、第5話）
- 谷三十郎：桑山正一（第11話[注釈 13]）
- 伊東甲子太郎：外山高士（第12話 - 第13話、第15話 - 第16話）
- 篠原泰之進：高角宏暁（第12話 - 第13話・第15話 - 第16話、第19話）
- 服部武雄：芦田鉄雄（第12話、第15話 - 第16話）
- 鈴木三樹三郎：高並功（第12話 - 第13話、第15話 - 第16話）
- 加納道之助：田中弘史（第12話 - 第13話、第15話 - 第16話）
- 榎本武揚：横森久（第24話 - 第26話）
- 大鳥圭介：長谷川明男（第23話 - 第26話）
- 松平太郎：中田博久（第21話、第24話 - 第26話）
- 野村利三郎：野口貴史（第23話 - 第25話）
- お雪（土方歳三の恋人）：磯部玉枝（第10話、第17話、第21話、第25話）
- 伝蔵（八木家の差配人）：小田部通麿（第2話 - 第26話）

##### ゲスト
- 七里研之助：亀石征一郎（第1話、第4話）
- 佐絵：赤座美代子（第1話、第4話）
- お信（土方歳三の実姉）：鳳八千代（第1話）
- 六車宗伯：丘路千（第1話）
- 孫六（古道具屋）：加藤嘉（第1話）
- 八丁堀同心：山崎直衛（第1話）
- 八丁堀同心…第1話 / 偽の山口圭之助…第14話 / 大和屋友次郎…第25話・第26話：浜伸二
- 伝通院に集まった浪士：福本清三（第1話）…土方らが芹沢らと初めて顔を合わせた直後に広間全体が映るシーンで左の隅に座っている
- 刀屋：阿木五郎（第1話）
- 百姓…第1話 / 浪士…第17話 / 箱館軍兵士…第26話：前川良三（第1話・第17話・第26話）
- 百姓…第1話 / 湯葉料理屋の客…第7話：畑中伶一（第1話・第7話）
- 孫六の死を土方に教えた町人：矢野幸男（第1話）
- おゆう：珠めぐみ（第2話）
- 外島機兵衛：福田豊土（第2話・第3話・第5話）
- 八木源之丞…第2話 / 永井尚志…第25話・第26話：千葉保
- 森源…第2話 / 湯葉料理屋の客…第7話 / 野菜売りの客…第17話：森源太郎
- 沖田と川で遊ぶ子供：中野淳（第2話）
- 沖田と川で遊ぶ子供：江副公彦（第2話）
- 道場主…第2話 / 幕臣…第18話：遠山金次郎
- 道場主…第2話 / 長州藩士…第10話 / 野菜売り…第17話 / 薩摩軍兵士…第20話：大城泰
- 芹沢に脅された商人…第2話 / 滝川播磨守…第20話：小田真士
- 芹沢に脅された商人…第2話 /会津藩士…第10話：疋田泰盛
- 芹沢に脅された商人…第2話 /茶店の親爺…第4話 / 番小屋の男…第17話：島田秀雄
- 芹沢に脅された商人…第2話 /新選組隊士（伝令）…第20話：大月正太郎
- 目明し…第3話 / 元新選組旗手・阿部…第24話：小峰一男
- うどん屋の親爺：矢奈木邦二郎（第3話）
- 紅屋の長州浪士…第3話 / 倒幕浪士…第17話：森谷譲
- 紅屋の長州浪士：八尋洋（第3話）
- 紅屋の女中：浅松美紀子（第3話）
- 長州浪士…第3話 / 屯所を荒らした浪士…第19話：松田利夫
- 料亭の武士…第4話 / 箱館軍の伝令…第26話：関真吾
- 会津藩士…第4話 / 土方の部下…第25話・第26話：宮城幸生
- 土佐浪士…第4話 / 箱館軍兵士…第26話：古閑達則
- 土佐浪士…第4話 / 屯所を荒らした浪士…第19話：江上正伍
- 浪士：土橋勇（第4話）
- 料亭の女中：岡美芸子（第4話）
- 七里に斬られた武士：坂東京三郎（第4話）
- 米問屋の使い：山下義則（第4話）
- 小染：三原有美子（第5話）
- 新選組隊士・赤沢守人…第5話 / 浪人・吉辺敬助…第16話：花上晃
- よしの屋の番頭…第5話 / 旅篭の番頭…第24話：有島淳平
- おはま：北林早苗（第6話）
- おはまの夫：賀川泰三（第6話）
- 新選組隊士・酒井兵助：林浩久（第6話）
- 新選組隊士・土井新之助：中山孝章（第6話）
- 土井新之助の父・井上久左衛門…第6話 / おすみの父・松五郎…第20話：北原将光
- 林田文六…第6話 / 仙台藩藩士…第24話：浜崎満
- 林田の部下：藤本秀夫（第6話）
- 本屋：市川裕二（第6話）
- 新選組隊士・杉田要助：大丸二郎（第7話）
- おさち：坂本幸子（第7話）
- 倒幕浪士：阿波地大輔（第7話）
- 暗殺された会津藩士：奥田義博（第7話）
- 料亭の女将：新海なつ（第7話）
- 湯葉料理屋の板前…第7話 / 松本捨助…第21話・第23話 - 第25話：井上茂（第7話・第21話・第23話 - 第25話） ※その他多数
- 倒幕浪士…第7話 / 目明し…第13話：榎原政一（第7話・第13話）
- 杉山松助…第8話・第9話 / 土方の部下…第26話：下元年世（第8話・第9話・第26話）
- およう：松川純子（第8話）
- 利助：宗近晴見（第8話）
- 桝屋喜右ヱ門（古高俊太郎）：幸田宗丸（第8話）
- 吉田稔麿：楠年明（第8話・第9話）
- 世話役：野村鬼笑（第8話）
- 桝屋の客：日高久（第8話）
- 北添佶麿…第9話 / 新選組隊士…第7話・第21話：川谷拓三（第7話・第9話・第21話）
- 宮部鼎蔵…第9話 / 香川敬三…第22話：田畑猛雄（第9話・第22話）
- 倒幕浪士…第9話 / 薩摩軍幹部…第21話：滝譲二（第9話・第21話）
- 大高忠兵衛：高村俊郎（第9話）
- おえん（池田屋の仲居で大高忠兵衛の妻）：御影京子（第9話）
- おすが（池田屋の仲居）：香月京子（第9話）
- 池田屋惣兵衛：永野達雄（第9話）
- 長州藩士：月形哲之介（第10話）
- 籠かき：伝法三千雄（第10話）
- 十津川郷士・梅本：野上哲也（第10話）
- 番小屋の男…第10話 / 長州出入りの男…第14話 / 薩摩軍兵士…第20話：木谷邦臣（第10話・第14話・第20話）
- 会津藩士…第10話 / 長州出入りの男…第14話：川辺俊行（第10話・第14話）
- 倒幕浪士…第10話 / 屯所を荒らした浪士…第19話：池田謙治（第10話・第19話）
- 冨香（芸妓）：和田幾子（第11話）
- 新選組隊士・三谷直人：住吉正博（第11話）
- 藤田（谷三十郎に殺されかけた藩名不明の武士）：有馬昌彦（第11話）
- 藤田の仲間：川浪公次郎（第11話）
- 料亭の女将：由利京子（第11話）
- 藤田の仲間…第11話 / 薩摩軍兵士…第20話：寺内文夫（第11話・第20話）
- おけい：河村有紀（第12話）
- 伊東甲子太郎門下生・深沢恵介：須永克彦（第12話）
- 料亭の女将：美松艶子（第12話）
- 明里（山南敬助の愛人）：島村昌子（第13話）
- 屯所の小者：伊東好光（第13話・第14話・第17話）
- あき（山口圭之助の妻）：扇町景子（第14話）
- 市太郎（あきの弟）：加賀瓜清和（第14話）
- おせん（偽山口圭之助の愛人）：時美沙（第14話）
- 偽按摩・文造…第14話 / 一本木関門の官軍幹部…第26話：汐路章（第14話・第26話）
- 八木家の女中：春藤真澄（第14話・第18話）
- 討幕浪士・三浦雄作：剣持伴紀（第15話）
- 美代（三浦雄作の妹）：鷲尾真知子（第15話）
- 刀屋：北見唯一（第15話）
- 寺の前にある茶屋の老女：広野みどり（第15話）
- 倒幕浪士の首領：有川正治（第15話）
- 討幕浪士・北川…第15話 / 裏通り先生に銃を向けた薩摩軍兵士…第20話：北川俊夫（第15話・第20話）
- 倒幕浪士：志賀勝（第15話）
- お京（吉辺敬助の恋人）：志乃原良子（第16話）
- 倒幕浪士の首領：国一太郎（第17話）
- 居酒屋の親爺：熊谷武（第17話）
- 同心：村田玉郎（第17話）
- お仙（料亭の女将）：三田登喜子（第18話）
- おすみ（沖田総司の知り合いの壬生村の少女）：古城門昌美（第18話）
- 源兵ヱ（倒幕浪士の口入れ屋）：山田禅二（第18話）
- 料亭の女中：岡嶋艶子（第18話）
- 屯所の使用人：東孝（第18話）
- 沖田と唄を歌った子供：三沢孝年（第18話）
- 沖田と唄を歌った子供：赤松しのぶ（第18話）
- 沖田と唄を歌った子供：池田弘美（第18話）
- おぎん：天路圭子（第19話）
- おぎんの娘：飯塚明美（第19話）
- 林権助：永井柳太郎（第19話・第20話）
- 屯所を荒らした浪士：藤長照夫（第19話）
- おすみ：新井麻夕美（第20話）
- 薩摩軍隊長：山本弘（第20話）
- 裏通り先生に銃を向けた薩摩軍兵士：淡路康（第20話）
- 浅野美作守：関根永二郎（第21話）
- 薩摩軍幹部：笹木俊志（第21話）
- 植木屋平五郎：木田三千雄（第22話・第23話）
- おかね（平五郎の妻）：武田禎子（第22話・第23話）
- 芳賀宜道（靖兵隊隊長）：可知靖之（第22話）
- おつた（小料理屋女将）：小倉康子（第22話）
- 新作（土方の呼び掛けに流山で志願兵に志願した若者）：高峰圭二（第22話）
- おしづ（新作の許婚）：奈良富士子（第22話）
- おはる（新作の姉）：金井由美（第22話）
- 有馬藤太：国田栄弥（第22話）
- お光（沖田総司の実姉）：葉山葉子（第23話）
- 天野電四郎（幕臣・歩兵差図頭取勤方）：楠本健二（第23話）
- 居酒屋の親爺：浪花五郎（第23話）
- 沖田の回想に出て来た京娘：榊浩子（第23話）
- 沖田の部屋へ来た官軍幹部：出水憲司（第23話）
- おしの：伊吹友木子（第24話）
- 遠藤文七郎：藤岡重慶（第24話）
- 子供の母親：佐名手ひさ子（第24話）
- 松前藩主正室・おはるの方：上村明子（第25話）
- 松前藩主正室の腰元：八汐路佳子（第25話）
- 松前城守備隊の幹部：那須伸太朗（第25話）
- 黒熊(コグマ)を被った薩摩参謀（官軍）：酒井哲（第26話）
- 赤熊(シャグマ)を被った土佐参謀（官軍）：田畑実行（第26話）
- 白熊(ハグマ)を被った長州参謀（官軍）：藤沢薫（第26話）
- 箱館軍兵士：松本泰郎（第26話）

#### スタッフ（1970年版）
- 原作: 司馬遼太郎
- プロデューサー: 小沢英輔（NET）、田村嘉（東映）
- 脚本: 結束信二
- 監督: 河野寿一、松尾正武、佐々木康
- 音楽: 渡辺岳夫
- 演奏: アンサンブル・チェンバリカ
- 撮影: 木村誠司、安達重穂、森常次、玉木照芳
- 照明: 藤井光春、椹木儀一、谷川忠雄、佐々木政一
- 録音: 草川石文
- 美術: 角井博、塚本隆治
- 編集: 戸川博、鳥居勉
- 衣裳: 上野徳三郎
- 美粧: 堤野正直
- 結髪: 河野節子、水巻春江
- 装飾: 山中忠知、松本皓充
- 装置: 曽根美装、大喜田儀三郎、松井三郎、中元勇
- 助監督: 岡本静夫、福井司、上杉尚祺、曽根勇
- 擬斗: 上野隆三
- 計測: 佐賀彰、宮川俊夫、山元豊、長谷川武次
- 記録: 桧垣久恵、佐藤利子、藤原凪子、松尾美智子、石田芳子
- 進行主任: 今井正夫
- ナレーター: 左右田一平
- 現像: 東洋現像所
- 制作: NET、東映

#### 放送日程（1970年版）
| 放送日        | 各話   | サブタイトル        | 監督     |
| ------------- | ------ | ------------------- | -------- |
| 1970年4月1日  | 第1話  | 新選組前夜          | 河野寿一 |
| 1970年4月8日  | 第2話  | 春の月かげ          | 松尾正武 |
| 1970年4月15日 | 第3話  | 三条木屋町 紅屋     | 河野寿一 |
| 1970年4月22日 | 第4話  | 里御坊の女          | 松尾正武 |
| 1970年4月29日 | 第5話  | 祇園 島原           | 河野寿一 |
| 1970年5月6日  | 第6話  | 残陽 奈良街道       | 河野寿一 |
| 1970年5月13日 | 第7話  | 鬼の通る町          | 松尾正武 |
| 1970年5月20日 | 第8話  | 月明無名小路        | 河野寿一 |
| 1970年5月27日 | 第9話  | 京三条池田屋        | 松尾正武 |
| 1970年6月3日  | 第10話 | 堀川の夜雨          | 河野寿一 |
| 1970年6月10日 | 第11話 | 眞葛ヶ原の朝霧      | 河野寿一 |
| 1970年6月17日 | 第12話 | 策士                | 松尾正武 |
| 1970年6月24日 | 第13話 | 近江の宿            | 河野寿一 |
| 1970年7月1日  | 第14話 | 壬生 星あかり       | 松尾正武 |
| 1970年7月8日  | 第15話 | わかれ雲            | 河野寿一 |
| 1970年7月15日 | 第16話 | 残月油小路          | 松尾正武 |
| 1970年7月22日 | 第17話 | 落日の町            | 河野寿一 |
| 1970年7月29日 | 第18話 | 京の町の夜          | 松尾正武 |
| 1970年8月5日  | 第19話 | 砲声                | 河野寿一 |
| 1970年8月12日 | 第20話 | 炎の戦陣            | 松尾正武 |
| 1970年8月19日 | 第21話 | 波の入り日          | 松尾正武 |
| 1970年8月26日 | 第22話 | 流離の日            | 佐々木康 |
| 1970年9月2日  | 第23話 | 沖田総司            | 松尾正武 |
| 1970年9月9日  | 第24話 | 北へ                | 松尾正武 |
| 1970年9月16日 | 第25話 | シノビリカ          | 松尾正武 |
| 1970年9月23日 | 第26話 | 新選組副長 土方歳三 | 松尾正武 |

#### 映像ソフト化
- 本編のDVDは2011年4月21日から発売（第1巻のASIN B004EUP8XQ）。